# Cachopu
Cachopu (špansko cachopo) je paniran, ocvrt telečji zrezek, ki izvira iz Asturije. Je zelo podoben zrezku cordon bleu. Običajno jo postrežejo z ocvrtim krompirjem, papriko in gobo. Poimenovanje izvira iz galicijščine, pomeni strežnik, služabnik, lahko tudi suha drva, golo drevo. Beseda je nastala iz latinskega izraza acculus, cacabus, cacabulus (lesena posoda).
Prvič omeni cachopu katalonski zdravnik Gaspar Casal v začetku 18. stoletja.
V splošnem napolnijo telečje file z serransko gnjatjo in sirom. Danes ima cachopu različice, ki vsebujejo nadev iz morskih sadežev, drugih mesnin, perutnine ali različnih zelenjav.
Nekoč je bila bolj jed asturijskega meščanstva. V 50. 20. stoletja so asturijske restavracije v širšem krogu razširile cachopu.
Od 2012 organizirajo kuharska tekmovanja v Asturiji, ki so namenjena pripavi cachopuja.